# Ames (Francja)
Ames – miejscowość i gmina we Francji, w regionie Hauts-de-France, w departamencie Pas-de-Calais.
Według danych na rok 1990 gminę zamieszkiwało 555 osób, a gęstość zaludnienia wynosiła 158 osób/km² (wśród 1549 gmin regionu Nord-Pas-de-Calais Ames plasuje się na 743. miejscu pod względem liczby ludności, natomiast pod względem powierzchni na miejscu 803.).